# What It Do!
What It Do! es un mixtape promocional de la cantante de estadounidense de R&B LeToya Luckett lanzado en 2005.

## Lista de canciones
1. Intro
2. All Eyes On Me
3. Mo City Do
4. Keshia Knight Pulliam Skit
5. You Got What I Need
6. Mann!
7. Brooke Valentine Skit
8. 25 Lighters
9. Paul Wall Drop
10. Smooth Operator
11. Brooke Valentine Skit
12. Mary Jane
13. Slim Thug Drop
14. Diamonds (Remix)
15. Letoya Interview
16. Gangsta Gillz
17. Jazze Pha Drop
18. Let Me See It
19. Brandi García Drop
20. I’m A Queen (Freestyle)
21. Ebony Eyes Drop
22. I’m A Queen
23. Bun B Conversation
24. Draped Up (Remix)
25. Pimpin The Pen
26. Brooke Valentine Skit
27. Wanna Be A Baller
28. Play (Freestyle)
29. Southside
30. Outta Control (Freestyle)
31. Outro

- Datos: Q9095861